# El acantilado de Etretat después de la tormenta
 El acantilado de Étretat después de la tormenta  (La Falaise d'Étretat après l'orage) es un cuadro realizado por el pintor francés ]]Gustave Courbet]] en 1870. Este óleo sobre lienzo es un paisaje que representa la ciudad de Étretat, en el departamento de Sena Marítimo, con barcos en la playa en primer plano. Fue expuesta en el Salón de 1870, y fue expoliada por el régimen nazi durante la Segunda Guerra Mundial. Desde 1986, es propiedad del Museo de Orsay de París.

A principios del siglo XIX, el prestigioso artista francés Gustave Courbet, atrae con una belleza artística inigualable a grandes masas, dotándolo así como un genio de la pintura. Durante el verano de 1869, Courbet se mudó a esta pequeña ciudad en las mágicas tierras de Normandía. Durante todo ese tiempo, pintó con gran pureza los acantilados de la zona, pero ningún óleo pudo competir con El acantilado de Étretat después de la tormenta.

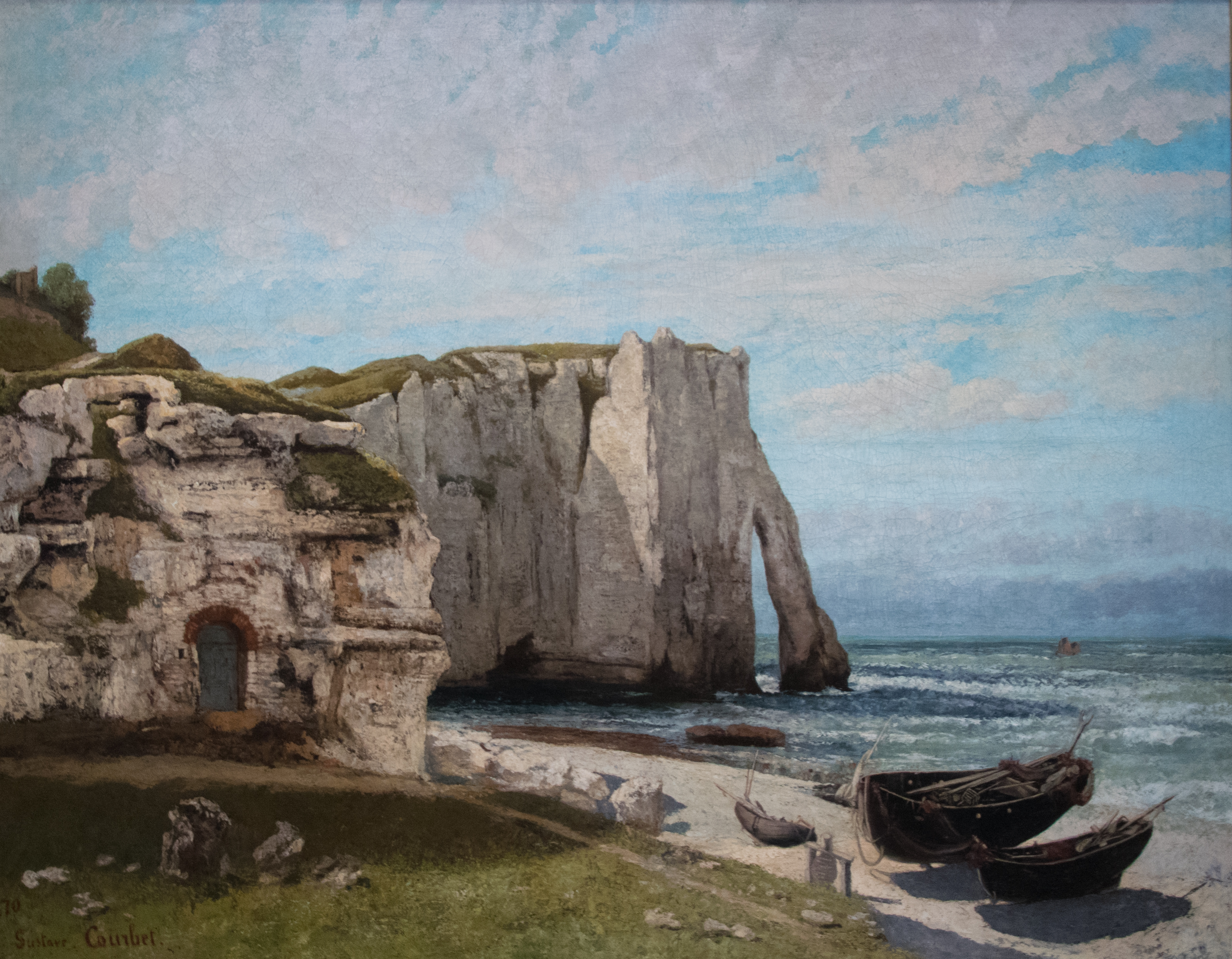
El acantilado de Étretat después de la tormenta

No hace falta la presencia humana para hacer que esta obra sea única, la nítida luz, la notable brisa que azota con desdén la dulce hierba, y también la fría y dura piedra que materializa al acantilado de Étretat, hacen de esta pintura una completa revolución paisajística. Esta obra nos da una pista sobre las pequeñas enseñanzas impresionistas, que perfeccionó el artista a lo largo de su vida.
Esta obra junto con El mar tormentoso fueron expuestas en el Salón de 1870, las obras fueron elogiadas públicamente por las sucesivas tramas que engloban a estas dos obras. Esto le dio más prestigio al artista, que pudo disfrutar de una gran reputación durante los últimos años de su vida.
Actualmente la obra se encuentra en el Museo de Orsay, donde es observado con gran admiración por los visitantes por su indescriptible belleza.